# Sierra Leoons voetbalelftal (mannen)
Het Sierra Leoons voetbalelftal is een team van voetballers dat Sierra Leone vertegenwoordigt bij internationale wedstrijden zoals de (kwalificatie)wedstrijden voor het WK en het Afrikaans kampioenschap.
De Sierra Leone Football Association werd in 1960 opgericht en is aangesloten bij de CAF en de FIFA (sinds 1960). Het Sierra Leoons voetbalelftal behaalde in januari 1996 met de 51e plaats de hoogste positie op de FIFA-wereldranglijst, in september 2007 werd met de 172e plaats de laagste positie bereikt.

## Deelnames aan internationale toernooien

### Wereldkampioenschap
Op 15 oktober 1972 speelt het voetbalelftal van Sierra Leone voor het eerst een kwalificatiewedstrijd voor het wereldkampioenschap voetbal. In Freetown wordt van Ivoorkust verloren met 0–1. Ook de uitwedstrijd in Abidjan gaat verloren (0–2). De eerste overwinning in een kwalificatiewedstrijd voor het WK is vier jaar later op 7 maart 1976 als Sierra Leone thuis tegen Niger speelt. Het wordt 5–1. De eerste goal wordt gemaakt door Kama Dumbuya. In de volgende ronde wordt het land echter uitgeschakeld door Nigeria. Voor het toernooi van 1998 wordt Sierra Leone uitgeschakeld door Burundi in de eerste ronde maar mag het toch deelnemen aan de finaleronde omdat Burundi zich terugtrok uit het toernooi. In groep 5 wordt Sierra Leone echter tweede achter Marokko waardoor ze zich niet plaatsen voor het hoofdtoernooi in Frankrijk.
| Wereldkampioenschap voetbal overzicht | Wereldkampioenschap voetbal overzicht | Wereldkampioenschap voetbal overzicht | Wereldkampioenschap voetbal overzicht | Wereldkampioenschap voetbal overzicht | Wereldkampioenschap voetbal overzicht | Wereldkampioenschap voetbal overzicht | Wereldkampioenschap voetbal overzicht | Wereldkampioenschap voetbal overzicht |
| Jaar                                  | Ronde                                 | Wed.                                  | W                                     | G                                     | V                                     | DV                                    | DT                                    |                                       |
| ------------------------------------- | ------------------------------------- | ------------------------------------- | ------------------------------------- | ------------------------------------- | ------------------------------------- | ------------------------------------- | ------------------------------------- | ------------------------------------- |
| 1930–1970                             | Geen deelname                         | Geen deelname                         | Geen deelname                         | Geen deelname                         | Geen deelname                         | Geen deelname                         | Geen deelname                         | Geen deelname                         |
| 1974                                  | Niet gekwalificeerd                   | Niet gekwalificeerd                   | Niet gekwalificeerd                   | Niet gekwalificeerd                   | Niet gekwalificeerd                   | Niet gekwalificeerd                   | Niet gekwalificeerd                   |                                       |
| 1978                                  | Niet gekwalificeerd                   | Niet gekwalificeerd                   | Niet gekwalificeerd                   | Niet gekwalificeerd                   | Niet gekwalificeerd                   | Niet gekwalificeerd                   | Niet gekwalificeerd                   |                                       |
| 1982                                  | Niet gekwalificeerd                   | Niet gekwalificeerd                   | Niet gekwalificeerd                   | Niet gekwalificeerd                   | Niet gekwalificeerd                   | Niet gekwalificeerd                   | Niet gekwalificeerd                   |                                       |
| 1986                                  | Niet gekwalificeerd                   | Niet gekwalificeerd                   | Niet gekwalificeerd                   | Niet gekwalificeerd                   | Niet gekwalificeerd                   | Niet gekwalificeerd                   | Niet gekwalificeerd                   |                                       |
| 1990                                  | Geen deelname                         | Geen deelname                         | Geen deelname                         | Geen deelname                         | Geen deelname                         | Geen deelname                         | Geen deelname                         |                                       |
| 1994                                  | Teruggetrokken                        | Teruggetrokken                        | Teruggetrokken                        | Teruggetrokken                        | Teruggetrokken                        | Teruggetrokken                        | Teruggetrokken                        |                                       |
| 1998                                  | Niet gekwalificeerd                   | Niet gekwalificeerd                   | Niet gekwalificeerd                   | Niet gekwalificeerd                   | Niet gekwalificeerd                   | Niet gekwalificeerd                   | Niet gekwalificeerd                   |                                       |
| 2002                                  | Niet gekwalificeerd                   | Niet gekwalificeerd                   | Niet gekwalificeerd                   | Niet gekwalificeerd                   | Niet gekwalificeerd                   | Niet gekwalificeerd                   | Niet gekwalificeerd                   |                                       |
| 2006                                  | Niet gekwalificeerd                   | Niet gekwalificeerd                   | Niet gekwalificeerd                   | Niet gekwalificeerd                   | Niet gekwalificeerd                   | Niet gekwalificeerd                   | Niet gekwalificeerd                   |                                       |
| 2010                                  | Niet gekwalificeerd                   | Niet gekwalificeerd                   | Niet gekwalificeerd                   | Niet gekwalificeerd                   | Niet gekwalificeerd                   | Niet gekwalificeerd                   | Niet gekwalificeerd                   |                                       |
| 2014                                  | Niet gekwalificeerd                   | Niet gekwalificeerd                   | Niet gekwalificeerd                   | Niet gekwalificeerd                   | Niet gekwalificeerd                   | Niet gekwalificeerd                   | Niet gekwalificeerd                   |                                       |
| 2018                                  | Niet gekwalificeerd                   | Niet gekwalificeerd                   | Niet gekwalificeerd                   | Niet gekwalificeerd                   | Niet gekwalificeerd                   | Niet gekwalificeerd                   | Niet gekwalificeerd                   |                                       |
| 2022                                  | Niet gekwalificeerd                   | Niet gekwalificeerd                   | Niet gekwalificeerd                   | Niet gekwalificeerd                   | Niet gekwalificeerd                   | Niet gekwalificeerd                   | Niet gekwalificeerd                   | Niet gekwalificeerd                   |
| 2026                                  | kwalificatie                          | kwalificatie                          | kwalificatie                          | kwalificatie                          | kwalificatie                          | kwalificatie                          | kwalificatie                          | kwalificatie                          |

### Afrikaans kampioenschap
| Afrika Cup overzicht | Afrika Cup overzicht | Afrika Cup overzicht | Afrika Cup overzicht | Afrika Cup overzicht | Afrika Cup overzicht | Afrika Cup overzicht | Afrika Cup overzicht | Afrika Cup overzicht |
| Jaar                 | Ronde                | Wed.                 | W                    | G                    | V                    | DV                   | DT                   | Kwal                 |
| -------------------- | -------------------- | -------------------- | -------------------- | -------------------- | -------------------- | -------------------- | -------------------- | -------------------- |
| 1957–1968            | Geen deelname        | Geen deelname        | Geen deelname        | Geen deelname        | Geen deelname        | Geen deelname        | Geen deelname        | Geen deelname        |
| 1970                 | Teruggetrokken       | Teruggetrokken       | Teruggetrokken       | Teruggetrokken       | Teruggetrokken       | Teruggetrokken       | Teruggetrokken       | Teruggetrokken       |
| 1972                 | Geen deelname        | Geen deelname        | Geen deelname        | Geen deelname        | Geen deelname        | Geen deelname        | Geen deelname        | Geen deelname        |
| 1974                 | Niet gekwalificeerd  | Niet gekwalificeerd  | Niet gekwalificeerd  | Niet gekwalificeerd  | Niet gekwalificeerd  | Niet gekwalificeerd  | Niet gekwalificeerd  | Niet gekwalificeerd  |
| 1976                 | Geen deelname        | Geen deelname        | Geen deelname        | Geen deelname        | Geen deelname        | Geen deelname        | Geen deelname        | Geen deelname        |
| 1978                 | Niet gekwalificeerd  | Niet gekwalificeerd  | Niet gekwalificeerd  | Niet gekwalificeerd  | Niet gekwalificeerd  | Niet gekwalificeerd  | Niet gekwalificeerd  | Niet gekwalificeerd  |
| 1980                 | Geen deelname        | Geen deelname        | Geen deelname        | Geen deelname        | Geen deelname        | Geen deelname        | Geen deelname        | Geen deelname        |
| 1982                 | Niet gekwalificeerd  | Niet gekwalificeerd  | Niet gekwalificeerd  | Niet gekwalificeerd  | Niet gekwalificeerd  | Niet gekwalificeerd  | Niet gekwalificeerd  | Niet gekwalificeerd  |
| 1984                 | Niet gekwalificeerd  | Niet gekwalificeerd  | Niet gekwalificeerd  | Niet gekwalificeerd  | Niet gekwalificeerd  | Niet gekwalificeerd  | Niet gekwalificeerd  | Niet gekwalificeerd  |
| 1986                 | Teruggetrokken       | Teruggetrokken       | Teruggetrokken       | Teruggetrokken       | Teruggetrokken       | Teruggetrokken       | Teruggetrokken       | Teruggetrokken       |
| 1988                 | Niet gekwalificeerd  | Niet gekwalificeerd  | Niet gekwalificeerd  | Niet gekwalificeerd  | Niet gekwalificeerd  | Niet gekwalificeerd  | Niet gekwalificeerd  | Niet gekwalificeerd  |
| 1990                 | Teruggetrokken       | Teruggetrokken       | Teruggetrokken       | Teruggetrokken       | Teruggetrokken       | Teruggetrokken       | Teruggetrokken       | Teruggetrokken       |
| 1992                 | Niet gekwalificeerd  | Niet gekwalificeerd  | Niet gekwalificeerd  | Niet gekwalificeerd  | Niet gekwalificeerd  | Niet gekwalificeerd  | Niet gekwalificeerd  | Niet gekwalificeerd  |
| 1994                 | Groepsfase           | 2                    | 0                    | 1                    | 1                    | 0                    | 4                    | (Kwal.)              |
| 1996                 | Groepsfase           | 3                    | 1                    | 0                    | 2                    | 2                    | 7                    | (Kwal.)              |
| 1998                 | Teruggetrokken       | Teruggetrokken       | Teruggetrokken       | Teruggetrokken       | Teruggetrokken       | Teruggetrokken       | Teruggetrokken       | Teruggetrokken       |
| 2000                 | Gediskwalificeerd    | Gediskwalificeerd    | Gediskwalificeerd    | Gediskwalificeerd    | Gediskwalificeerd    | Gediskwalificeerd    | Gediskwalificeerd    | Gediskwalificeerd    |
| 2002                 | Niet gekwalificeerd  | Niet gekwalificeerd  | Niet gekwalificeerd  | Niet gekwalificeerd  | Niet gekwalificeerd  | Niet gekwalificeerd  | Niet gekwalificeerd  | Niet gekwalificeerd  |
| 2004                 | Niet gekwalificeerd  | Niet gekwalificeerd  | Niet gekwalificeerd  | Niet gekwalificeerd  | Niet gekwalificeerd  | Niet gekwalificeerd  | Niet gekwalificeerd  | Niet gekwalificeerd  |
| 2006                 | Niet gekwalificeerd  | Niet gekwalificeerd  | Niet gekwalificeerd  | Niet gekwalificeerd  | Niet gekwalificeerd  | Niet gekwalificeerd  | Niet gekwalificeerd  | Niet gekwalificeerd  |
| 2008                 | Niet gekwalificeerd  | Niet gekwalificeerd  | Niet gekwalificeerd  | Niet gekwalificeerd  | Niet gekwalificeerd  | Niet gekwalificeerd  | Niet gekwalificeerd  | Niet gekwalificeerd  |
| 2010                 | Niet gekwalificeerd  | Niet gekwalificeerd  | Niet gekwalificeerd  | Niet gekwalificeerd  | Niet gekwalificeerd  | Niet gekwalificeerd  | Niet gekwalificeerd  | Niet gekwalificeerd  |
| 2012                 | Niet gekwalificeerd  | Niet gekwalificeerd  | Niet gekwalificeerd  | Niet gekwalificeerd  | Niet gekwalificeerd  | Niet gekwalificeerd  | Niet gekwalificeerd  | Niet gekwalificeerd  |
| 2013                 | Niet gekwalificeerd  | Niet gekwalificeerd  | Niet gekwalificeerd  | Niet gekwalificeerd  | Niet gekwalificeerd  | Niet gekwalificeerd  | Niet gekwalificeerd  | Niet gekwalificeerd  |
| 2015                 | Niet gekwalificeerd  | Niet gekwalificeerd  | Niet gekwalificeerd  | Niet gekwalificeerd  | Niet gekwalificeerd  | Niet gekwalificeerd  | Niet gekwalificeerd  | Niet gekwalificeerd  |
| 2017                 | Niet gekwalificeerd  | Niet gekwalificeerd  | Niet gekwalificeerd  | Niet gekwalificeerd  | Niet gekwalificeerd  | Niet gekwalificeerd  | Niet gekwalificeerd  | Niet gekwalificeerd  |
| 2019                 | Gediskwalificeerd    | Gediskwalificeerd    | Gediskwalificeerd    | Gediskwalificeerd    | Gediskwalificeerd    | Gediskwalificeerd    | Gediskwalificeerd    | Gediskwalificeerd    |
| 2021                 | Groepsfase           | 3                    | 0                    | 2                    | 1                    | 2                    | 3                    | (Kwal.)              |
| 2023                 | Niet gekwalificeerd  | Niet gekwalificeerd  | Niet gekwalificeerd  | Niet gekwalificeerd  | Niet gekwalificeerd  | Niet gekwalificeerd  | Niet gekwalificeerd  | Niet gekwalificeerd  |
| 2025                 | Niet gekwalificeerd  | Niet gekwalificeerd  | Niet gekwalificeerd  | Niet gekwalificeerd  | Niet gekwalificeerd  | Niet gekwalificeerd  | Niet gekwalificeerd  | Niet gekwalificeerd  |

### African Championship of Nations
| African Championship of Nations overzicht | African Championship of Nations overzicht | African Championship of Nations overzicht | African Championship of Nations overzicht | African Championship of Nations overzicht | African Championship of Nations overzicht | African Championship of Nations overzicht | African Championship of Nations overzicht | African Championship of Nations overzicht |
| Jaar                                      | Ronde                                     | Wed.                                      | W                                         | G                                         | V                                         | DV                                        | DT                                        | Kwal                                      |
| ----------------------------------------- | ----------------------------------------- | ----------------------------------------- | ----------------------------------------- | ----------------------------------------- | ----------------------------------------- | ----------------------------------------- | ----------------------------------------- | ----------------------------------------- |
| 2011                                      | Niet gekwalificeerd                       | Niet gekwalificeerd                       | Niet gekwalificeerd                       | Niet gekwalificeerd                       | Niet gekwalificeerd                       | Niet gekwalificeerd                       | Niet gekwalificeerd                       | Niet gekwalificeerd                       |
| 2014                                      | Niet gekwalificeerd                       | Niet gekwalificeerd                       | Niet gekwalificeerd                       | Niet gekwalificeerd                       | Niet gekwalificeerd                       | Niet gekwalificeerd                       | Niet gekwalificeerd                       | Niet gekwalificeerd                       |
| 2016                                      | Niet gekwalificeerd                       | Niet gekwalificeerd                       | Niet gekwalificeerd                       | Niet gekwalificeerd                       | Niet gekwalificeerd                       | Niet gekwalificeerd                       | Niet gekwalificeerd                       | Niet gekwalificeerd                       |
| 2018                                      | Niet gekwalificeerd                       | Niet gekwalificeerd                       | Niet gekwalificeerd                       | Niet gekwalificeerd                       | Niet gekwalificeerd                       | Niet gekwalificeerd                       | Niet gekwalificeerd                       | Niet gekwalificeerd                       |
| 2020                                      | Uitgesloten van deelname                  | Uitgesloten van deelname                  | Uitgesloten van deelname                  | Uitgesloten van deelname                  | Uitgesloten van deelname                  | Uitgesloten van deelname                  | Uitgesloten van deelname                  | Uitgesloten van deelname                  |
| 2022                                      | Niet gekwalificeerd                       | Niet gekwalificeerd                       | Niet gekwalificeerd                       | Niet gekwalificeerd                       | Niet gekwalificeerd                       | Niet gekwalificeerd                       | Niet gekwalificeerd                       | Niet gekwalificeerd                       |

### WAFU Nations Cup
| WAFU Nations Cup overzicht | WAFU Nations Cup overzicht | WAFU Nations Cup overzicht | WAFU Nations Cup overzicht | WAFU Nations Cup overzicht | WAFU Nations Cup overzicht | WAFU Nations Cup overzicht | WAFU Nations Cup overzicht | WAFU Nations Cup overzicht |
| Jaar                       | Ronde                      | Wed.                       | W                          | G                          | V                          | DV                         | DT                         |                            |
| -------------------------- | -------------------------- | -------------------------- | -------------------------- | -------------------------- | -------------------------- | -------------------------- | -------------------------- | -------------------------- |
| 2010–2011                  | Geen deelname              | Geen deelname              | Geen deelname              | Geen deelname              | Geen deelname              | Geen deelname              | Geen deelname              | Geen deelname              |
| 2013                       | Groepsfase                 | 3                          | 0                          | 1                          | 2                          | 3                          | 7                          |                            |
| 2017                       | Eerste ronde               | 1                          | 0                          | 0                          | 1                          | 0                          | 2                          |                            |
| 2019                       | Kwartfinale                | 2                          | 1                          | 0                          | 1                          | 1                          | 1                          |                            |

## Huidige selectie
| Nr.         | Naam               | Wed. | Dlpnt. | Club              |
| ----------- | ------------------ | ---- | ------ | ----------------- |
| Doel        |                    |      |        |                   |
| 1           | Solomon Morris     | 19   | 0      | FC Dieppe         |
| 16          | Alhaji Sesay       | 0    | 0      | Bristol City U23  |
| #           | Unisa Koroma       | 1    | 0      | East End Lions    |
| #           | John Trye          | 1    | 0      | Scarborough SC    |
| Verdediging |                    |      |        |                   |
| 5           | Alie Sesay         | 4    | 0      | Kissamikos        |
| 11          | Hassan Sesay       | 8    | 2      | HIFK Helsinki     |
| 15          | Yeami Dunia        | 12   | 0      | FC Johansen       |
| 18          | David Simbo        | 18   | 0      | Adana Kirem. Spor |
| 21          | Osman Kakay        | 1    | 0      | QPR               |
| #           | Kemson Fofanah     | 2    | 0      | B.93              |
| #           | Abu Suma           | 5    | 0      | FC Johansen       |
| Middenveld  |                    |      |        |                   |
| 4           | Medo               | 29   | 2      | Kuwait SC         |
| 6           | John Kamara        | 9    | 1      | Keşlə FK          |
| 7           | Kwame Quee         | 12   | 0      | FC Johansen       |
| 8           | Michael Lahoud     | 4    | 0      | Onbekend          |
| 13          | Alfred Sankoh      | 12   | 0      | Al Jabalain       |
| #           | Khalifa Jabbie     | 15   | 2      | Racing Beiroet    |
| #           | Ibrahim Conteh     | 0    | 0      | PSIS Semarang     |
| #           | George Davies      | 10   | 0      | SKN Sankt Pölten  |
| Aanval      |                    |      |        |                   |
| 3           | Mohamed Buya Turay | 1    | 0      | Djurgårdens IF    |
| 9           | Alhassan Kamara    | 16   | 4      | Panetolikos       |
| 10          | Kei Kamara         | 27   | 4      | Colorado Rapids   |
| 12          | Julius Wobay       | 37   | 14     | Clubloos          |
| 17          | Sheka Fofanah      | 4    | 2      | Al-Nasr Salalah   |
| 20          | Christian Moses    | 2    | 0      | Viborg FF         |
| #           | Alhaji Kamara      | 4    | 1      | Clubloos          |
| #           | Mustapha Bundu     | 0    | 0      | Aarhus GF         |
| #           | Abu Bakarr Kargbo  | 1    | 0      | Berliner AK       |
| #           | Amadou Bakayoko    | 0    | 0      | Coventry City     |
| #           | Absul Sesay        | 6    | 1      | Tornion Pallo-47  |

### Staf
| Naam             | Nationaliteit | Functie           |
| ---------------- | ------------- | ----------------- |
| Technische Staf  |               |                   |
| John Keister     | Sierra Leone  | Hoofdtrainer      |
| Ajet Shehu       | Engeland      | Assistent-trainer |
| Amidu Karim      | Sierra Leone  | Assistent-trainer |
| Songor Koedoyoma | Sierra Leone  | Dokter            |
| Joris De Vos     | België        | Sportverzorger    |

## Bekende (ex-)spelers
SLFA · 
A-internationals · 
Sierra Leoons vrouwenelftal
1966 – 1979 · 
1980 – 1989 · 
1990 – 1999 · 
2000 – 2009 · 
2010 – 2019 ·
2020 − 2029
Algerije ·
Angola ·
Benin ·
Burkina Faso ·
Burundi ·
China ·
Comoren ·
Congo-Brazzaville ·
Congo-Kinshasa ·
Djibouti ·
Egypte ·
Equatoriaal-Guinea ·
Ethiopië ·
Gabon ·
Gambia ·
Ghana ·
Guinee ·
Guinee-Bissau ·
Irak ·
Iran ·
Ivoorkust ·
Jordanië ·
Kaapverdië ·
Kameroen ·
Kenia ·
Lesotho ·
Liberia ·
Malawi ·
Mali ·
Marokko ·
Mauritanië ·
Niger ·
Nigeria ·
Sao Tomé en Principe ·
Senegal ·
Seychellen ·
Soedan ·
Somalië ·
Swaziland ·
Togo ·
Tsjaad ·
Tunesië ·
Zambia ·
Zuid-Afrika